# 47-мм противотанковая пушка Пюто образца 1934 года
47-мм противотанковая пушка образца 1934 года (фр. Canon de 47 mm AC modèle 1934), также AC 47 — французская противотанковая пушка, разработанная фирмой «l’Atelier de Puteaux» и применявшаяся французской армией во время Второй мировой войны.
Представляет собой крепостную модификацию пехотной пушки (47-мм противотанковая пушка SA Mle 1937), существовала также её морская версия.
Произведённые пушки в основном были установлены в фортах (ouvrages) линии Мажино в конце 1930-х годов, чаще всего в ДОТах, разработанных Организационной комиссией укреплённых районов (CORF), длина внутреннего помещения которых, порой превышавшая 3 метра, позволяла крепить пушку к двухрельсовой подвесной тележке, чтобы при необходимости вести огонь и по пехоте из смонтированной аналогичным образом спаренной установки, т. н. смешанного оружия (JM, Jumelage de mitrailleuses Reibel).
В меньших ДОТах того же проекта устанавливались 37-мм противотанковые пушки, а в ДОТах, разработанных техотделом инженерных войск (STG) — 47-мм корабельная пушка Гочкиса обр.1885 г..
На 1940 год у французской армии насчитывалось 336 крепостных 47-мм противотанковых пушек.

## Сохранившиеся образцы
- Форт Ла-Ферте (Арденны). оборонительного сектора Монмеди
- ДОТ в Гранло (Мозель). оборонительного сектора Тионвилль
- Форт Симсерхоф (Мозель). оборонительного сектора Рорбах
- Форт Шёненбург (Нижний Рейн). оборонительного сектора Агно
- ДОТ в Маркольсайм (Нижний Рейн).

## Характеристики
- Длина ствола: 2,52 м
- Калибр: 47 мм
- Количество и направление нарезов: 16, правое
- Длина ствола: 1,97 м
- Бронепробиваемость: 45-60 мм с 1000 м (до 80 при попадании по нормали)[2].
- Начальная скорость снаряда: 900 м/сек

Максимальной реализации высоких ТТХ пушки не способствовали, однако, отсутствие в боекомплекте осколочных снарядов для поражения живой силы противника и не всегда возможное ведение фланкирующего огня по причине казематной, а не башенной установки.